# Clubul Sportiv Municipal București (voleibol feminino)
O Clubul Sportiv Municipal București, mais conhecido como CSM București, é uma instituição multi-desportiva sediada em Bucareste, Romênia, fundada em 2007. No voleibol feminino, foi campeão nacional na temporada 2017-18, além possuir o título da Copa da Romênia de 2017-18 e o título da Challenge Cup de 2015-16.

## O Clube
Fundado em 2007 pelo Conselho Geral de Bucareste, o Clubul Sportiv Municipal București tornou-se uma estrutura desportiva complexa, incluindo os seguintes segmentos desportivos: atletismo, basquetebol, andebol feminino, andebol masculino, motociclismo, rugby, xadrez, voleibol feminino e voleibol masculino, priorizando  os esportes incluídos no programa olímpico.
O Centro de formação de categorias de base também é uma das prioridades da gestão administrativa, oferecendo aos jovens de Bucareste a possibilidade de praticar esportes de massa para melhorar a saúde em geral e promover o espírito de fair play, socialização e integração na sociedade como cidadão atuante. Com ótimo quadro organizacional e de infra-estrutura, permite que aqueles com habilidades e qualidades possam ser capazes de expressar-se pelo desempenho de esportes. .

## Voleibol Feminino
O departamento de voleibol feminino do CSM București iniciou a sua caminhada no cenário romeno na temporada 2009-2010. Disputando a Divizia A2 Est, terminou a primeira fase na terceira posição. Na fase final, obteve a segunda posição, tendo-se qualificado para o Torneio de Promoção A1.  Neste torneio, o clube obteve duas importantes vitórias - sobre o CSM Lugoj e o Arges Volei Pitesti - e uma derrota - frente o CS ProVolei Botosani - tendo terminado na segunda posição, conquistando o direito de disputar a Divizia A1 na temporada posterior.
Em sua primeira temporada na Divizia A1, em 2010-11, o CSM București finalizou a Fase I na nona colocação, sendo obrigado a jogar o Play Out de permanência. Com a Desistência no Penicilina Iași, o clube não precisou entrar em campo, garantindo a sua permanência. As temporadas seguintes foram mais satisfatórias, permitindo-lhe terminar na quarta colocação geral em duas temporadas consecutivas. Na temporada 2013-14 contenta-se com a quinta colocação na Divizia A1.
É apenas na temporada 2014-15 que o CSM București inicia o seu crescimento no cenário nacional, ao conquistar o seu primeiro bronze; o mesmo ocorre na temporada seguinte. Ainda na temporada 2015-16, obtém o título da Challenge Cup de Voleibol Feminino. O clube conquista a sua primeira medalha de prata na Divizia A1 na temporada 2016-17, ficando atrás do rival Alba Blaj na fase final. A revanche é obtida em 2017-18, após obter a melhor colocação na fase final e, consequentemente, o seu primeiro título. É também nessa temporada que a equipe obteve o seu primeiro título da Cupa României
A temporada 2018-19 não foi satisfatória para a equipe da capital romena, tendo finalizado na décima primeira colocação da Liga dos Campeões, terceiro na Copa da Romênia e segundo no Campeonato Romeno. Antes de iniciar a temporada seguinte, o clube anunciou o encerramento das atividades no voleibol e abandonou as competições que tinha o direito de disputar.

### Títulos
| CONTINENTAIS | CONTINENTAIS  | CONTINENTAIS | CONTINENTAIS |
|              | Competição    | Títulos      | Temporadas   |
| ------------ | ------------- | ------------ | ------------ |
|              | Challenge Cup | 1            | 2015–16      |
| NACIONAIS    |               |              |              |
|              | Competição    | Títulos      | Temporadas   |
| Romênia      | Divizia A1    | 1            | 2017–18      |
| Romênia      | Cupa României | 1            | 2017–18      |

## Equipe atual
Temporada 2018-19 
- 01  Alexandra Sobo
- 02  Adina Salaoru
- 03  Iryna Trushkina
- 04  Alexandra Partnoi
- 06  Maret Balkestein-Grothues
- 07  Kanami Tashiro
- 08  An Saita
- 09  Kotoe Inoue
- 10  Nicole Koolhaas
- 11  Adelina Ungureanu
- 13  Francesca Alupei
- 15  Tatsiana Markevitch
- 16  Nadiia Kodola
- 17  Naoko Hashimoto

## Jogadoras notáveis
- Ioana Baciu
- Roxana Bacșiș
- Georgiana Faleș
- Jovana Brakočević
- Suzana Ćebić
- Jasna Majstorović
- Noemi Signorile